# Popolari UDEUR
Popolari UDEUR är ett litet kristdemokratiskt politiskt parti i Italien. Det är medlem i Europeiska folkpartiet (EPP). Partiet grundades den 23 maj 1999.